# Albert Visart de Bocarmé
Albert Émile Clément Marie Jean André Visart de Bocarmé (Brussel, 16 oktober 1868 - Brugge, 7 april 1947) was een Belgisch historicus, numismaat en burgemeester.

## Biografie

### Familie
Jonkheer Albert Visart de Bocarmé was een telg uit de familie Visart de Bocarmé. Hij was de jongste zoon van graaf Amedée Visart de Bocarmé, bosbouwer, burgemeester van Brugge en volksvertegenwoordiger, en diens eerste vrouw Emilie Faignart. Hij was een kleinzoon van Louis Faignart, industrieel en volksvertegenwoordiger, een broer van graaf Étienne Visart de Bocarmé, advocaat, bosbouwkundige en voorzitter van het Havenbestuur van Brugge-Zeebrugge, en een neef van baron Josse Allard, bankier.
Hij trouwde in 1896 in Tavier met gravin Marie-Thérèse d'Oultremont de Wegimont et de Warfusée (1874-1950). Het gezin bleef kinderloos

### Opleiding
Hij ontving zijn eerste onderwijs thuis onder de hoede van de Duitse priester Weyranch. Hij begon zijn middelbare studies aan het Sint-Lodewijkscollege in Brugge en beëindigde ze in Saint Mary's College in Oscott bij Birmingham, een bastion van de 'catholic revival' in Groot-Brittannië. Aan dit college, met zijn gebouwen in neogotische stijl, waren de namen verbonden van Augustus Welby Northmore Pugin en van kardinaal Wiseman. Voor de Middenjury behaalde hij de graad van kandidaat in de wijsbegeerte en letteren. Hij vervolgde zijn studies aan de Katholieke Universiteit Leuven en promoveerde in 1893 als doctor in de rechten.

### Burgemeester

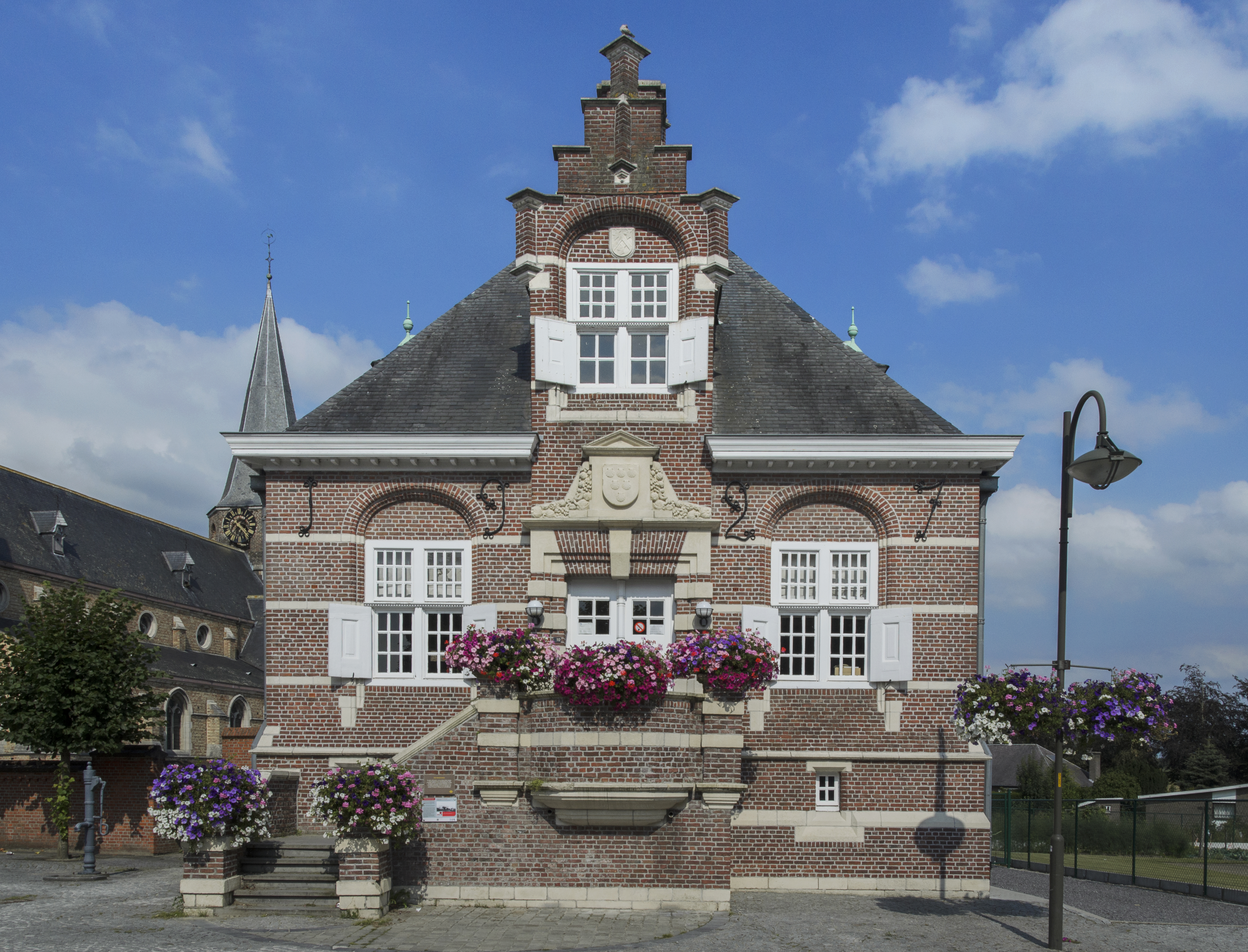
Het voormalige gemeentehuis gebouwd op kosten van Albert Visart de Bocarmé

Hoewel in Brugge gevestigd, werd hij in 1895 burgemeester van Uitbergen, waar hij zijn zomerverblijf had. De familie Visart de Bocarmé, was via het huwelijk met van den Steen de Jehay eigenaar geworden van het domein Uitbergen en eigenlijk ook van de bewoners van het dorp, die ze grotendeels tewerkstelde. Ze was ook eigenares van bijna het hele meer van Overmere-Donk.
Albert Visart de Bocarmé bleef burgemeester van 1895 tot aan zijn dood in 1947. In 1946 vierde hij zijn vijftigste verjaardag als burgemeester. Hij was bouwheer en schenker van onder meer het nieuwe gemeentehuis, de jongens- en meisjesschool Sint-Vincentius a Paulo, het boswachtershuis en de uitbreiding van de kerk van Uitbergen naar ontwerp van architect Julius Goethals (Aalst). 
Na zijn dood werden zijn bezittingen overgedragen aan de familie de Crombrugghe de Picquendaele, die in 1951 86 hectare met het Donkmeer verkocht aan de Intercommunale Vereniging van de gemeenten Berlare, Uitbergen en Overmere. Het kasteel dat de familie als buitenverblijf gebruikte, werd in 1957 gerenoveerd, daarna verhuurd en in 1996 verkocht.

### Oudheidkundige
In Brugge was Albert Visart voorzitter van de stedelijke bibliotheekcommissie, van het Archeologisch genootschap en van de Commissie van het Muziekconservatorium.
Heel jong al was hij door oudheidkunde gefascineerd, meer bepaald door oude munten. Hij was een actief medewerker aan de Revue belge de numismatique en aan de Revue belge d'archéologie et d'histoire de l'art. Hij was erevoorzitter van de Koninklijke vereniging van numismatiek en voorzitter van de Koninklijke Academie voor archeologie.
Zijn verzameling bestond hoofdzakelijk uit munten die met het graafschap Vlaanderen en de stad Brugge verbonden waren. Als bibliofiel verzamelde hij vooral Brugse drukken uit de 16de - 17de eeuw.
In 1907 werd Visart bestuurslid van het Genootschap voor Geschiedenis te Brugge en in 1936 werd hij er ondervoorzitter van.

## Publicaties
- Recherches sur les imprimeurs brugeois, Brugge, 1928.
- Brève notice sur l’origine et le développement de l’art typographique à Bruges accompagnée d’une courte notice sur l’activité de la maison Desclée de Brouwer. Bruges, Desclée de Brouwer, 1951.

Visart publiceerde talrijke artikels in de 'Revue Belge de Numismatique'